# Соотношение заёмного капитала к собственному
Соотношение заемного капитала к собственному (англ.debt-to-equity ratio, D/E) – финансовый индикатор, показывающий относительное соотношение собственного капитала дольщиков (акционеров) и заемных средств, используемых для финансирования текущих активов компании. Также известен в различных источниках литературы как «коэффициент риска» (risk ratio), «кредитное плечо», «финансовый рычаг» (gearing) или «коэффициент левериджа» (leverage ratio). Обычно рассчитывается из данных бухгалтерского баланса или отчета о финансовом положении с использованием так называемой балансовой стоимости, однако может быть также рассчитан с использованием рыночной стоимости обоих источников финансирования в случае, если компания является публичной, или с использованием комбинации балансовой стоимости заемных средств и рыночной стоимости собственного капитала компании. Например, значение коэффициента, равное 0.42, означает, что для каждой единицы доллара вложенного собственного капитала акционеров компания имеет 42 цента кредитного плеча. Значение коэффициента, равное 1, означает, что и инвесторы, и кредиторы имеет равную долю в активах компании. Высокое значение коэффициента указывает на то, что компания является левереджированной, что оптимально для компании со значительными денежными потоками, однако неоптимально для компании, испытывающее спад. Напротив, низкое значение коэффициента указывает на низколевереджированную компанию, которая почти полностью финансируется собственными средствами дольщиков. Оптимальное соотношение заёмного капитала к собственному варьируется в зависимости от отрасли.

## Применение
Привилегированные акции могут быть отнесены как к заемному, так и к собственному капиталу. Отнесение привилегированных акций к тому или иному источнику финансирования есть субъективное решение, принятое с учетом специфических характеристик этих акций.
При расчете финансового левериджа компании, заемные средства обычно включают в себя долгосрочные обязательства. Однако, рассчитанный коэффициент может не включать в себя текущие долгосрочные обязательства. Соотношение собственного и заемного капитала  и ее влияние на стоимость фирмы подробно изучается в гипотезе Модильяни-Миллера.
Финансовыми экономистами и в научных статьях под заемными средствами подразумеваются обязательства компании, и равенство обязательств и собственных средств компании есть бухгалтерская сбалансированность (согласно определению). Другие определения заемных средств может не предполагать такое бухгалтерское тождество, и поэтому необходимо рассматривать показатель заемных средств с осторожностью при их сравнении.
В общем случае, высокое значение коэффициента указывает на то, что компания в основном финансируется за счет заемных средств по сравнению с собственными средствами акционеров.

## Расчет
В общем смысле, коэффициент представляет собой отношение заемных средств к собственным средствам акционеров. Однако, заемные средства могут различаться в зависимости от используемой интерпретации. Следовательно, соотношение может быть нескольких видов:
- Обязательства/Собственный капитал
- Долгосрочные обязательства/Собственный капитал
- Общие обязательства/Собственный капитал

В базовом случае, отношение общих обязательств к собственному капиталу является показателем обязательств компании в бухгалтерском балансе относительно к собственным средствам. Однако, соотношение может различаться в зависимости от прочих типов обязательств, которые могут быть на бухгалтерском балансе под разделом обязательства. К примеру, чаще только счета кредиторской задолженности, находящиеся в балансе под наименованием обязательства, используются в числителе, вместе более обширной категории общих обязательств. Другими словами, используются фактические обязательства компании, такие как банковская задолженность и ценные бумаги с процентными выплатами,  в отличие от более широкой категории общих обязательств, которые наряду с счетами к оплате включают также средства отчислений в резервный фонд типа доходов будущих периодов.
Альтернативный способ расчета показателя заключается в вычислении соотношения долгосрочных обязательств к собственным средствам, когда в числителе используются долгосрочные обязательства вместо общих обязательств. Общие обязательства включают как долгосрочную, так и краткосрочную задолженность, при этом краткосрочная задолженность состоит из фактической краткосрочной задолженности с коротким сроком погашения и той части долгосрочной задолженности, ставшей краткосрочной в силу скорого наступления срока погашения. Вторая классификация краткосрочной задолженности состоит в причислении ее к составной части долгосрочной задолженности в качестве «текущей составляющей долгосрочной задолженности». Оставшаяся часть долгосрочной задолженности используется в числителе искомого показателя.  
Аналогичным показателем является соотношение заемных средств к совокупному капиталу компании (debt-to-capital ratio, D/C), в котором совокупный капитал есть сумма заемного и собственного капитала компании:
{\displaystyle {\frac {D}{C}}={\frac {\text{Общая задолженность}}{\text{Совокупный капитал}}}={\frac {\text{Заемный капитал}}{\text{Заемный капитала + Собственный капитал}}}}
Взаимосвязь между двумя этими аналогичными показателями выражается через:
{\displaystyle {\frac {D}{C}}={\frac {D}{D+E}}={\frac {\frac {D}{E}}{1+{\frac {D}{E}}}}}
Где
{\displaystyle D} – заемный капитал компании;
{\displaystyle E} – собственный капитал компании;
{\displaystyle C} – совокупный капитал компании (сумма заемного и собственного капиталов).
Соотношение заемного капитала к совокупным активам (debt-to-total assets ratio, D/A) компании определяется как:
{\displaystyle {\frac {D}{A}}={\frac {\text{Общая задолженность}}{\text{Совокупные активы}}}={\frac {\text{Заемный капитал}}{\text{Заемный капитал + Собственный капитал + Нефинансовые обязательства}}}}.
Однако релевантность данного показателя как измерителя уровня левериджа компании вызывает некоторые споры, поскольку повышение нефинансовых обязательств ведет к снижение данного показателя. Тем не менее, данный показатель все еще остается весьма популярен.
В финансовом секторе (в частности, в банковском деле), аналогичным показателем является соотношение собственных средств к совокупным активам (или соотношение собственных средств к активам, взвешенным с учетом риска), также известным как достаточность собственного капитала (англ. Capital requirement).
Общее определение бухгалтерского баланса гласит, что сумма заемных и собственных средств составляет активы компании. Следовательно, имеет место следующие, являющимися идентичными:
{\displaystyle A=D+E}
{\displaystyle E=A-D} или {\displaystyle D=A-E}.
Соотношение заемного капитала к собственному можно выразить тогда через активы или заемные средства:
{\displaystyle {\frac {D}{E}}={\frac {D}{A-D}}={\frac {A-E}{E}}}.

## Оптимальный уровень заемного капитала
Приемлемый уровень собственного капитала обеспечивает также приемлемый уровень заемных средств, не приводящий к повышению риска. С налоговой точки зрения, приемлемым считается такой уровень собственного капитала, который сопоставим с структурой капитала аналогичных компаний в частном секторе за соответствующий период. Так, согласно нормам корпоративного налогообложения Германии, приемлемым уровнем собственного капитала считается такой его уровень, при котором он составляет не менее 30% активов компании. Однако, на практике налогообложения данный порог в 30% не оказывает никакого влияния на результаты налоговых проверок. Для целей налогообложения основным критерием считается коэффициент обеспеченности собственными средствами (соотношение собственных средств к внеоборотным/долгосрочным активам), уровень которого в 30% является приемлемым, при котором 70% внеоборотных активов финансируются за счет заемных средств.
Оптимальным соотношением заемного капитала к собственному считается такой его уровень, при котором средние капитальные затраты являются наименьшими по отношению к другим источникам финансирования. Применяемым на практике ориентиром оптимального уровня является - в зависимости от отрасли - для небанковских учреждений соотношение не выше 2:1 (200%), т.е. заемный капитал не должен превышать размер собственного капитала более чем в два раза. Аналогичным образом, уровень заемного капитала не должно превышать 67% совокупных средств компании. Как следствие, дополнительным показателем соотношения заемного капитала является соотношение собственного капитала, который в данном случае равен 33%.
Приобретение заемных средств (кредитов) ведет к увеличению уровня заемного капитала и, следовательно, увеличивает риски невыплаты компании. Чем выше уровень задолженности, тем выше зависимость компании от внешних кредиторов. Высокая степень заемных средств увеличивает риски заимодателя, поскольку часть активов, лежащих в основе собственных средств компании и подлежащих выплате в случае невыплаты, будет недостаточна для полного погашения ею своих заемных обязательств в случае банкротства перед заимодателем. Высокое соотношение заемных средств обычно сопровождается высоким коэффициентом покрытия процентов и высоким коэффициентом покрытия выплат по обслуживанию долга, поскольку они стимулируют выплаты по процентам и платежи в счёт погашения основной суммы долга, которые должны финансироваться за счет продаж. С другой стороны, с точки зрения «финансового левериджа» относительно низкий уровень собственного капитала приводит к высокой рентабельности собственных средств. Следовательно, необходимо также учитывать рентабельность совокупных средств (собственного и заемного капитала). Высокий уровень заемных средств увеличивает риски потери дохода из-за высокого уровня обслуживания долга, так как большая часть прибыли направляется на процентные расходы и, как следствие, с увеличением обязательств также повышается и точка безубыточности («финансовый рычаг»).

## Отрицательное соотношение заёмного капитала к собственному
Соотношение заёмного капитала к собственному может также быть отрицательным.
Отрицательное соотношение заёмных средств к собственным возникает, когда процентные ставки по обязательствам компании превышают доходность инвестиций.
Отрицательное соотношение заёмного капитала к собственному также может быть результатом того, что компания имеет отрицательный собственный (акционерный) капитал. Это означает, что совокупные обязательства компании превышают совокупные активы, поскольку совокупная стоимость активов компании равна суммарной стоимости совокупных обязательств и собственного (акционерного) капитала (бухгалтерское равенство):
Совокупные активы = Совокупные обязательства (заёмный капитал) + капитал, инвестированный собственниками компании (собственный капитал)
Как правило, такая ситуация возникает, когда компания терпит убытки в течение продолжительного времени.
Как следствие, компании, у которых наблюдается отрицательное соотношение заёмного капитала к собственному, могут рассматриваться как рисковые со стороны аналитиков, кредиторов и инвесторов, поскольку заемный капитал является признаком финансовой нестабильности.
Компания может столкнуться с отрицательным соотношением заёмного капитала к собственному по ряду причин, в том числе:
- привлечение компанией дополнительных обязательств для покрытия убытков вместо выпуска акционерного капитала (акций или ценных бумаг);
- списание нематериальных активов, таких как товарные знаки, которые превышают уже имеющиеся собственные средства акционеров;
- выплата крупных дивидендов, превышающих собственный капитал акционеров;
- финансовые потери в периоды после выплаты крупных дивидендов.

Возникновение любой из этих ситуаций может указывать на финансовые затруднения для акционеров, инвесторов и кредиторов.

## Примеры
General Electric Co.
- Заемный капитал/Собственный капитал: 4.304 (Общая задолженность/капитал акционеров) (340/79). Зачастую это соотношение представляется в процентном выражении, например 430.4.
- Прочие собственные средства/Собственный капитал акционеров: 7.177 (568,303,000/79,180,000)
- Коэффициент достаточности собственными средствами (Equity ratio): 12% (собственный капитал акционеров/общие активы) (79,180,000/647,483,000)